# Пролетарский район (Тверь)
Пролета́рский райо́н — административная единица в составе города Твери, охватывающий западную, преимущественно промышленную часть города. Пролетарский район был основан в 1936 году. Площадь района, по состоянию на 25.06.2018 г., составляет 32,17 квадратного километра.
Район не является самостоятельным муниципальным образованием, глава района назначается главой администрации Твери (эту должность занимает Гаручава Юрий Павлович). Код района по ОКАТО — 28401375.
В 2020 году в Пролетарском районе состоялись торжественные открытия:
10 января школы в Брусилово на 1224 места; 
1 сентября комплекса зданий  Тверского (Калининского) суворовского училища на 560 учебных мест.
На территории района расположены такие ключевые для региональной экономики промышленные предприятия, как «Рождественская мануфактура», «Синтекс», Камвольный комбинат, «Товарищество Тверская мануфактура» (известная также как фабрика «Пролетарка»), «Тверьшёлк», ЖБИ-1, ЖБИ-2, ТЭЦ-1, Тверьстроймаш, ПАО "Тверьлифт", "Научно-исследовательский институт "Центрпрограммсистем", Полиграфический комбинат детской литературы, «Тверской полиграфический комбинат». В Пролетарском районе находятся несколько воинских частей, в том числе аэродром "Мигалово".
Микрорайон «Двор Пролетарки» (Морозовский городок) является старейшим рабочим предместьем Твери. Микрорайон в архитектурном плане сочетает элементы модерна и неоготики. Двор Пролетарки был построен второй половине XIX века владельцем Тверской мануфактуры С. Т. Морозовым, известным русским предпринимателем и меценатом, первоначально для рабочих собственной мануфактуры.
В Пролетарском районе сохранились старые корпуса как Морозовской, так и Рождественской фабрики.
Из других архитектурных памятников стоит отметить казармы Берга (1901-1905гг), старый дворец пионеров (1939г), построенный в стиле конструктивизма по проекту И.И. Леонидова, ДК имени Трусова (1958-1960гг), ансамбль Христорождественского монастыря, застройку проспекта Калинина жилыми домами 1930-х гг и проспекта Ленина - 1950-х гг. 1я очередь поселка Кировский (дома ФУБРа - конец 1920-х гг) была построена из камня разобранного Желтиковского монастыря. Также можно отметить дома для военных летчиков в поселке Мигалово (конец 1930-х - середина 1950-х годов) и комплекс построек вокруг станции Тверь 1850-1910-х гг (железнодорожный вокзал, депо, водонапорная башня, школа, дома железнодорожников).
На территории района расположен железнодорожный вокзал и автовокзал.
В Пролетарском районе расположены следующие микрорайоны:
- Первомайский;
- Залиния;
- Кировский;
- Мигалово;
- Мамулино;
- Республиканский
- Двор Пролетарки;
- Красная Слобода;
- Борихино поле;
- Брусилово.

## Население
| 1959    | 1970     | 1979     | 1989     | 2002    | 2005    | 2006    |
| ------- | -------- | -------- | -------- | ------- | ------- | ------- |
| 76 000  | ↗139 549 | ↘120 929 | ↗123 529 | ↘92 262 | ↘90 000 | ↘89 200 |
| 2007    | 2008     | 2009     | 2010     | 2011    | 2012    | 2013    |
| ↘88 500 | ↗88 900  | ↗89 572  | ↗91 032  | ↗91 100 | ↗92 304 | ↗92 865 |
| 2014    | 2015     | 2016     | 2017     | 2018    | 2019    | 2020    |
| ↗93 490 | ↗94 532  | ↗95 245  | ↗96 532  | ↗96 737 | ↗97 113 | ↗98 972 |
| 2021    |          |          |          |         |         |         |
| ↘96 124 |          |          |          |         |         |         |

## Культура
На территории района находится Воскресенский кафедральный собор Христорождественского монастыря на ул. Баррикадной и другие православные храмы.